# Anton Aberle
Anton Aberle, avstrijski general, * 16. april 1852, † 1. junij 1932.

## Pregled vojaške kariere
Napredovanja
- nazivni generalmajor: 10. avgust 1917